# 동압
동압 또는 동적 압력(Dynamic pressure, q 또는 Q로 표기. 때로는 속도 압력이라고도 함)은 유체동역학에서 다음과 같이 정의되는 양이다.
{\displaystyle q={\frac {1}{2}}\rho \,u^{2}}
여기서 SI 단위로:
- q는 파스칼 단위의 동적 압력이다(예: kg/m*s2).
- ρ(그리스 문자 rho)는 유체 밀도(예: kg/m3 단위)이다.
- u는 유속(m/s)이다.

이는 단위 부피당 유체의 운동 에너지로 생각할 수 있다.
비압축성 흐름의 경우 유체의 동적 압력은 전체 압력과 정압의 차이이다. 베르누이 방정식에서 동압은 다음으로 주어진다:
{\displaystyle p_{0}-p_{\text{s}}={\frac {1}{2}}\rho \,u^{2}}
여기서 p0과 ps는 각각 전체 압력 및 고정 압력이다.

## 같이 보기
- 압력
- 항력 계수
- 베르누이 방정식